# Philomycus virginicus
Philomycus virginicus е вид коремоного от семейство Philomycidae.

## Разпространение
Видът е разпространен от северна централна Вирджиния до Тенеси и на запад до източен Кентъки.